# آرسنال دو آلفیته
آرسنال دو آلفیته (انگلیسی: Arsenal do Alfeite) شرکت کشتی‌سازی پرتغالی است، که در سال ۱۹۲۸ تأسیس شد.